# Каролювка (Підкарпатське воєводство)
Каролівка (пол. Karolówka) — село в Польщі, у гміні Любачів Любачівського повіту Підкарпатського воєводства.
Населення — 179 осіб (2011).
У 1975-1998 роках село належало до Перемишльського воєводства.

## Демографія
Демографічна структура станом на 31 березня 2011 року:
|          | Загалом | Допрацездатний вік | Працездатний вік | Постпрацездатний вік |
| -------- | ------- | ------------------ | ---------------- | -------------------- |
| Чоловіки | 83      | 14                 | 62               | 7                    |
| Жінки    | 96      | 18                 | 55               | 23                   |
| Разом    | 179     | 32                 | 117              | 30                   |